# Union Sportive Oyonnax rugby
L'Union Sportive Oyonnax rugby és un club de Rugbi a 15 que juga a la Pro D2. El club es va fundar el 1909.